# Shuai Pei-ling
Shuai Pei-ling (chinesisch 帥佩伶, Pinyin Shuài Pèilíng; * 24. Februar 1993) ist eine taiwanische Badmintonspielerin. 

## Karriere
Shuai Pei-ling gewann bei der Badminton-Juniorenweltmeisterschaft 2011 Bronze mit dem taiwanischen Team. Bereits im Jahr zuvor war sie Dritte bei den Osaka International 2010 geworden. Weitere Starts folgten bei den Chinese Taipei Open 2011, der Japan Super Series 2012 und den Macau Open 2012, wo sie jeweils im Hauptfeld stand.